# 斎藤由則
斎藤 由則（さいとう よしのり、1975年8月3日 - ）は、日本の実業家。中卒であったが42歳のときから学び直しから、44歳のときに慶應義塾大学に合格したことで話題となる。

## 来歴・人物
神奈川県小田原市生まれ。愛称の”トッピ”は突飛な行動を繰り返す様から小学校1年生の時の担任教師が名付けた。
幼いころから非行に走り中学卒業後は暴走族に、20歳になって暴力団員となる。2度の懲役刑を受けて暴力団を抜ける決意をし、慣例として小指を詰める。
住み込みの新聞配達員から人生をリスタートさせ、タクシー運転手、中華料理店の見習いなどを経験する。その後、観葉植物をオフィスなどに納品する事業を立ち上げ、不動産業や飲食店経営にビジネスを拡大。事業は成功するも燃え尽き症候群になってしまい鬱状態に陥ってしまう。
ビジネスパートナーとの富士登山をきっかけに勉強という新たな目標に目覚め、慶應義塾大学への入学を目指すようになる。2018年、広島県福山市の訳あり塾生を支援する学習塾フジゼミに入塾して高卒認定試験から挑むも、入塾当時はアルファベットの「q」が書けないほどの学力だった。1日12時間の猛勉強で高卒認定試験に合格。その年の大学受験では1校に合格するも、目標だった慶應義塾大学入学に失敗。翌年の再チャレンジを決意する。2019年秋、慶應義塾大学のAO入試に挑戦。一次試験は合格したが、面接で落選。1日15時間のさらなる猛勉強の末、2020年一般入試にて慶應義塾大学入学を果たす。次なる目標として司法試験挑戦を公言している。

## 慈善活動

### ボランティア
- 東日本大震災(2011年3月13日)宮城県名取市にて物資支援活動[6]
- 熊本地震 (2016年)の際に八代市、益城町にて炊き出しを行う。[7]
- 平成30年7月豪雨(2018年)ボランティア活動[8]

### 寄付
- コロナウイルス感染症の対策用として小田原市にマスクの寄贈[9]
- 「小田原市奨学基金」への寄附[10]

## 著書
- 『中卒ヤクザの大学受験 0.0003％の挑戦』 玄武書房 、2021年。 ISBN 978-4909566317

## メディア出演

### テレビ
- 『テレビ派』(広島テレビ放送)  - 2019年3月19日[11]
- 『WATCH』(広島テレビ放送) - 2019年4月27日[12]
- 『100%!アピールちゃん』 (TBSテレビ) - 2022年4月18日[13]